# Reeva Steenkamp
Reeva Rebecca Steenkamp (ur. 19 sierpnia 1983 w Kapsztadzie, zm. 14 lutego 2013 w Pretorii) – południowoafrykańska modelka i aktorka.

## Edukacja
Ukończyła studia na kierunku prawo na University of Port Elizabeth.

## Kariera
Karierę w modelingu rozpoczęła w wieku 14 lat. Brała udział w zdjęciach do rozkładówki pisma „FHM”. Została także twarzą marek Avon oraz Sivana Diamonds, zajmującą się produkcja biżuterii. Pracowała również jako prezenterka telewizyjna w stacji Fashion TV.
W 2012 została zakwalifikowana jako 45. spośród 100 najpiękniejszych kobiet Afryki pisma „FHM”.

## Życie prywatne
Związana była z Oscarem Pistoriusem. 14 lutego 2013 została znaleziona martwa w domu swojego chłopaka. Przyczyną śmierci były cztery rany postrzałowe. Wokół sprawy narosło dużo kontrowersji. Przed sądem stanął narzeczony modelki, któremu sąd postawił zarzuty umyślnego spowodowania śmierci. Podczas procesu Pistorius utrzymywał, że strzelał do domniemanego złodzieja i „będąc przerażony, nie miał czasu na interpretację dobiegających do niego odgłosów”. Pistorius został w 2017 prawomocnie uznany winnym morderstwa i skazany na 13 lat pozbawienia wolności.